# Paul van Dyk
Paul van Dyk (født 16. december 1971 i Eisenhüttenstadt i Tyskland) er en af verdens ledende musikere, DJer og producent inden for elektronisk musik. 

## Diskografi

### Studiealbum
- 1994: 45 RPM
- 1996: Seven Ways
- 2000: Out There and Back
- 2003: Reflections
- 2007: In Between
- 2012: Evolution
- 2015: The Politics of Dancing 3

### Remix-album
- 2004: Re-Reflections
- 2008: Hands on in Between
- 2013: (R)Evolution: The Remixes
- 2015: The Politics Of Dancing 3 (Remixes)

### Videoalbum
- 2003: Global
- 2007: In Between
- 2009: The Best of Paul van Dyk
- 2012: Evolution

## Fodnoter
1. ↑  DJ Magazine: Top 100 DJs